# Käringkläppen
Käringkläppen är en ö i Finland. Den ligger i Skärgårdshavet och i kommunen Pargas i den ekonomiska regionen  Åboland i landskapet Egentliga Finland, i den sydvästra delen av landet. Ön ligger omkring 60 kilometer sydväst om Åbo och omkring 190 kilometer väster om Helsingfors.
Öns area är 2 hektar och dess största längd är 270 meter i nord-sydlig riktning. Ön höjer sig omkring 5 meter över havsytan.